# Cot Laba
Cot Laba is een bestuurslaag in het regentschap Aceh Utara van de provincie Atjeh, Indonesië. Cot Laba telt 484 inwoners (volkstelling 2010).